# Альмиранте Баррозо (бронепалубный крейсер)
Бронепалубный крейсер «Альмира́нте Баррозо» — крейсер бразильских ВМС конца XIX века. Всего первоначально было заказано три единицы, далее, из-за просрочки платежей, головной крейсер был продан Чили и переименован в «Министро Сентено». Затем Бразилия заказала ещё один крейсер взамен, но в 1898 году два корабля этого типа были перекуплены США и вошли в состав американского флота как крейсера типа «Нью-Орлеан». Таким образом, «Альмиранте Баррозо» оказался в составе бразильского флота в единственном экземпляре. Конструктивно принадлежал к так называемым «элсвикским» крейсерам, строившимся на экспорт британской компанией Sir W.G. Armstrong & Company.